# Jean d'Ailleboust
Pour l’article homonyme, voir d'Ailleboust.
Jean d'Ailleboust ou Jean Ailleboust (en latin Johannes Albosius), est un médecin français originaire d'Autun. Il exerce à Auxerre, puis à Sens, avant de devenir premier médecin du roi Henri III. Il meurt le 24 juillet 1594. Maximilien de Béthune le nomme M. Alibour dans Les Œconomies royales de Sully,. Il est aussi trouvé sous les noms Daliboux et Dalibourg. François Rousset le nomme Alibosius et Antoine Portal le nomme Albosius,.

## Biographie
D'Ailleboust est un fils de Pierre d'Ailleboust, médecin ordinaire de François Ier, catholique, autunois (décédé le 21 août 1531), et de Pérette de Séez, son épouse. Il fut reçu docteur en médecine à l'Université de Bâle. Il est le sixième garçon et le septième enfant (sur huit). Il est le seul, avec sa sœur Françoise, à avoir embrassé la religion réformée. Sa première sœur, Ferrine ou Perrine, a épousé Jean de Montrambault, avocat à Autun. Son frère Jean (l'aîné), est chanoine d'Autun, ainsi que ses autres frères Anatole et Hugues, Charles d'Ailleboust, un autre frère est évêque d'Autun, un autre André d'Ailleboust, est marchand d'Autun, seigneur de Collonge-la-Madeleine, marié à Odette Rolet, la fille du maire d'Autun, Hugues Rolet, la dernière, Françoise, a épousé Jean Lalemant, calviniste, médecin à Autun, connu pour ses ouvrages de mathématiques.  
Jean épouse en premières noces Marie Rémon, à Auxerre le 8 août 1554, de laquelle il ne semble pas avoir eu d'enfant. En janvier 1560, il épouse Marguerite Mesnager (ou Minagier, fille de Jean Minagier), qui lui donnera trois enfants :
- Suzanne, qui sera mariée deux fois, la première à Christophe de Bolangiers et la seconde à Guillaume Duval, écuyer, seigneur de Malay-le-Roi et Villechétive ;
- Marie, née le 24 janvier 1575 et qui épouse à Saint-Germain-en-Laye, Jean Bedeu, avocat ;
- Jean, né vers 1576, avocat en parlement, époux de Marie Conseil.

De 1576 à 1583, il est médecin du duc François d'Alençon (frère d'Henri III). Il fut obligé de fuir à cause de sa religion et apparaît en 1586 dans une liste de protestants réfugiés à Montbéliard. Il exerce son métier à Auxerre (en 1561, il avait une maison rue de la Draperie), puis à Sens, et devient le premier médecin du roi Henri III. En 1590, il devient conseiller et premier médecin de Henri IV (avec 3000 livres tournois de gages). En 1592, il aurait diagnostiqué une stérilité consécutive d'une maladie vénérienne à Henri IV (il fut son premier chirurgien), allant ainsi dans le sens du médecin de Gabrielle d'Estrées qui aurait supposé que Roger de Bellegarde était à l'origine de sa grossesse. En 1593, il aurait gagné 400 écus en tant que premier médecin du roi. À sa mort, sa veuve, Marguerite Mesnager toucha 6 mois de gages de son mari (du 1er janvier au 31 juillet 1595).
Jean Riolan rapporte à son sujet une anecdote controversée : Henri IV aurait envoyé Jean d'Ailleboust auprès de Gabrielle d'Estrées lors de la grossesse de César de Vendôme, il aurait ainsi dit qu'on ne peut saigner Gabrielle d'Estrées avant qu'elle ne soit à mi-terme, Henri IV se serait offusqué de cette accusation de responsabilité, en aurait informé Gabrielle d'Estrées qui fit ainsi empoisonner Jean d'Aillebroust. Cette anecdote est controversée car Jean d'Aillebroust est mort en juillet 1594 alors que César de Vendôme est né le 7 juin 1594. Une anecdote similaire se trouve dans les mémoires de Sully sans que la fin ne soit la même,, puisque Sully déclare fausse la rumeur de l'empoisonnement. Le journal de Pierre de L’Estoile (qui n'était pas censé être publié) rapporte également cette anecdote en ajoutant un jurement dont Jean d'Aillebroust aurait été coutumier : « Par le jour qui nous éclaire ! »,.
Jean Munier écrit que « les actions qu'il a faites et les écrits qu'il a laissés servent de preuves invincibles qu'il a excellé en cette noble profession ».
Par ailleurs, Jean Lalemant utilise comme préface à ses commentaires sur Hippocrate une lettre en date du 1er mars 1571 qu'il avait envoyée à Jean d'Ailleboust, son beau-frère. On lui attribua la paternité d'une des ordonnances du Codex : l'eau d'Alibour mais cette attribution est contestée car il est peu probable qu'un médecin du roi se soit occupé de chirurgie (discipline considérée comme inférieure) en créant cet antiseptique (il s'agirait plutôt du chirurgien Jacques Dalibour).

## Le fœtus pétrifié

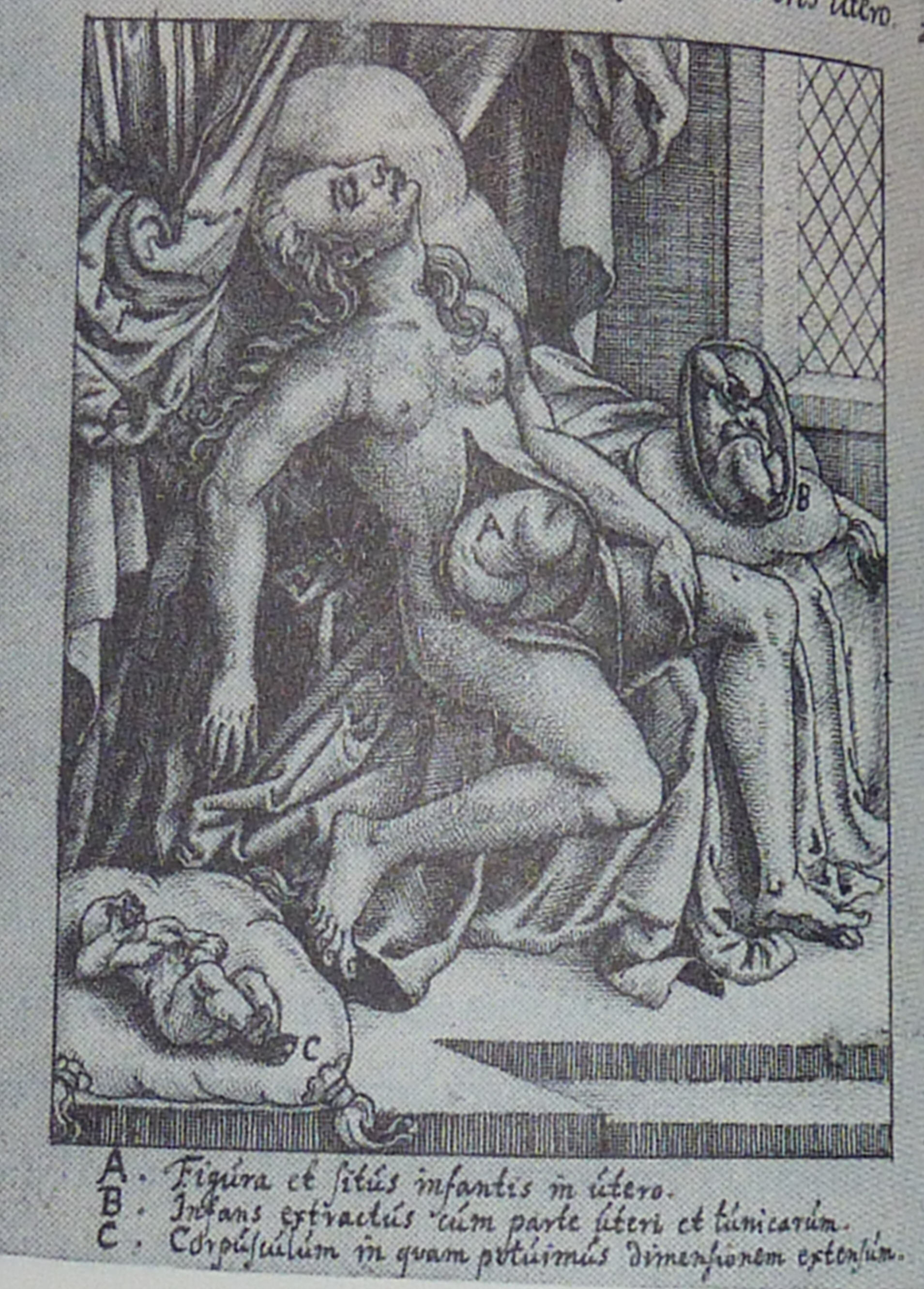
Gravure du fœtus supposée de Jean Cousin le Jeune.

Le 16 mai 1582, on extrait d'une femme morte un fœtus calcifié.  D'Ailleboust est appelé pour constater le phénomène. Lui-même appelle comme témoins Siméon de Provanchères, François Rousset, ses compagnons, tous deux médecins, les chirurgiens qui ont extrait le fœtus et un apothicaire, Étienne Bouvier. La description et un essai d'explication formeront un ouvrage publié plusieurs fois.
La gravure contenue dans l'ouvrage de Jean d'Aillebroust fit l'objet de débats concernant son attribution : Ambroise Firmin Didot combattait vivement l'assertion qui visait à dire que Jean Cousin était mort en 1560 (en utilisant des gravures non-signées qu'il aurait réalisées entre 1580 et 1590) et arguait le fait qu'il s'agissait d'une de ses œuvres. L'hypothèse consistait à dire qu'Étienne Bouvier, apothicaire à Sens, présent lors de l'autopsie, aurait pu suggérer à son beau-père, Jean Cousin, de réaliser cette gravure. Maurice Roy a montré en consultant des actes notariés (dans Les deux Jehan Cousin, Sens, 1909) qu'il y avait deux Jean Cousin : Jean Cousin l'Ancien et Jean Cousin le Jeune. Ainsi, la gravure aurait été réalisée par Jean Cousin le Jeune (beau-frère d’Étienne Bouvier), bien que son nom n'apparaisse pas sur la gravure : la gravure de la traduction française porte les lettres I.C. pouvant être le monogramme de Jean Cousin (au centre tout à droite). Par ailleurs, Jean Cousin séjournait à Sens à cette période : il peignit le portrait de son neveu (Jehan Bouvyer) daté de 1582,.

## Œuvres

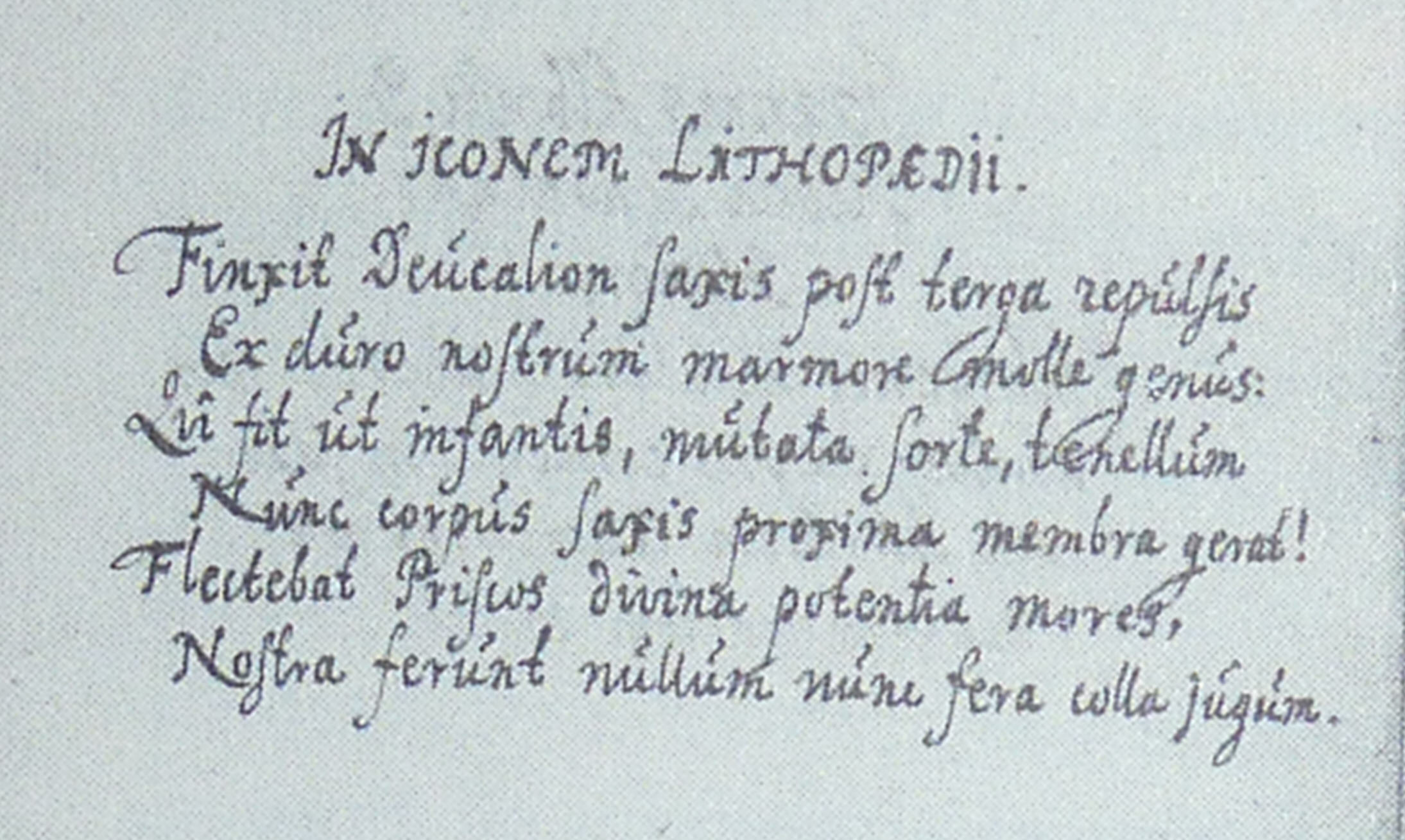
L'enfant à deux têtes, Sens, 1582

- L'enfant à deux têtes, Sens, 1582Portentosum lithopœdion, sive embryon petrefactum urbis Senonensis. Sens 1582-in-8° puis 1587, in-8° — Le fœtus pétrifié
  - Réimprimé sous le titre Observatio lithopœdi Senosensis à Bâle en 1588, In-8°
  - Également en latin dans : Hysterotomotokia de François Rousset, ainsi que dans un recueil d'opuscules : De diuturnà graviditate, Amsterdam, 1662, in-12°[22]
  - (la) « Enarratio… », p. 276, dans Orazio Augenio, Quod homini certum non sit nascendi tempus, Venise, 1595
  - (fr) Le prodigieux enfant petrefié de la ville de Sens. Avec une legère et briefve question problematique des causes naturelles de l'induration d'iceluy, trad. et additions de Siméon de Provanchères[25], Sens, Jean Savine, 1582
- Exercitatio de hujus indurationis causis naturalibus, Sens, 1587, in-8°[11].